# 手工皂
手工皂是一種使用天然油脂與鹼液，用人工製作而成的肥皂。基本上是油脂和鹼液起皂化反應的結果，經固化、熟成等程序後，就可用來洗滌、清潔。常用的油脂包括橄欖油、棕櫚油、椰子油。鹼液通常為氫氧化鈉或氫氧化鉀的水溶液。手工皂還可以依據個人的喜好與目的，加入各種不同的添加物，例如牛乳、母乳、豆漿、精油、香精、花草、中藥藥材、竹炭粉、防腐劑、染料等等。

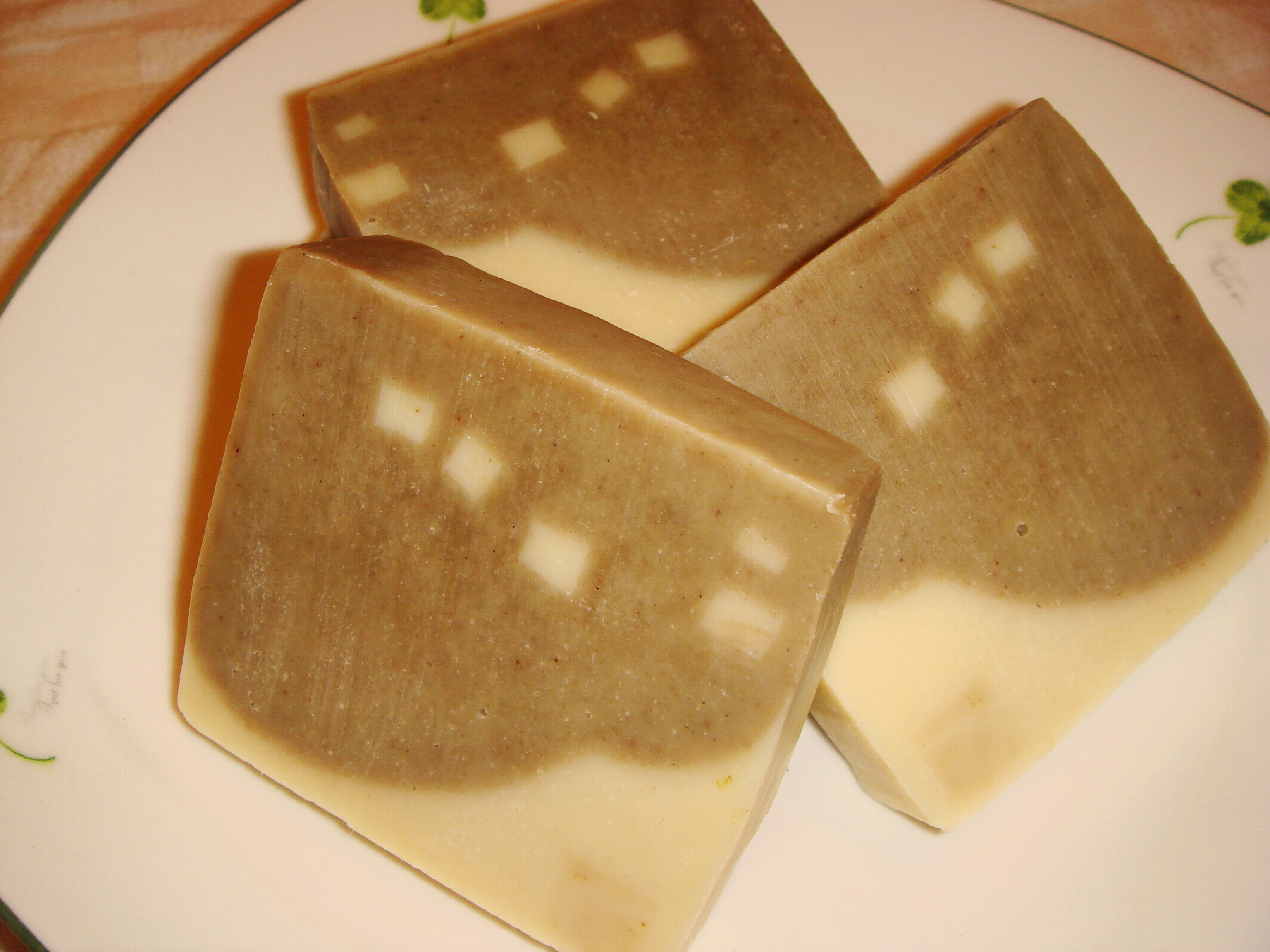
內嵌皂條再切割的手工皂
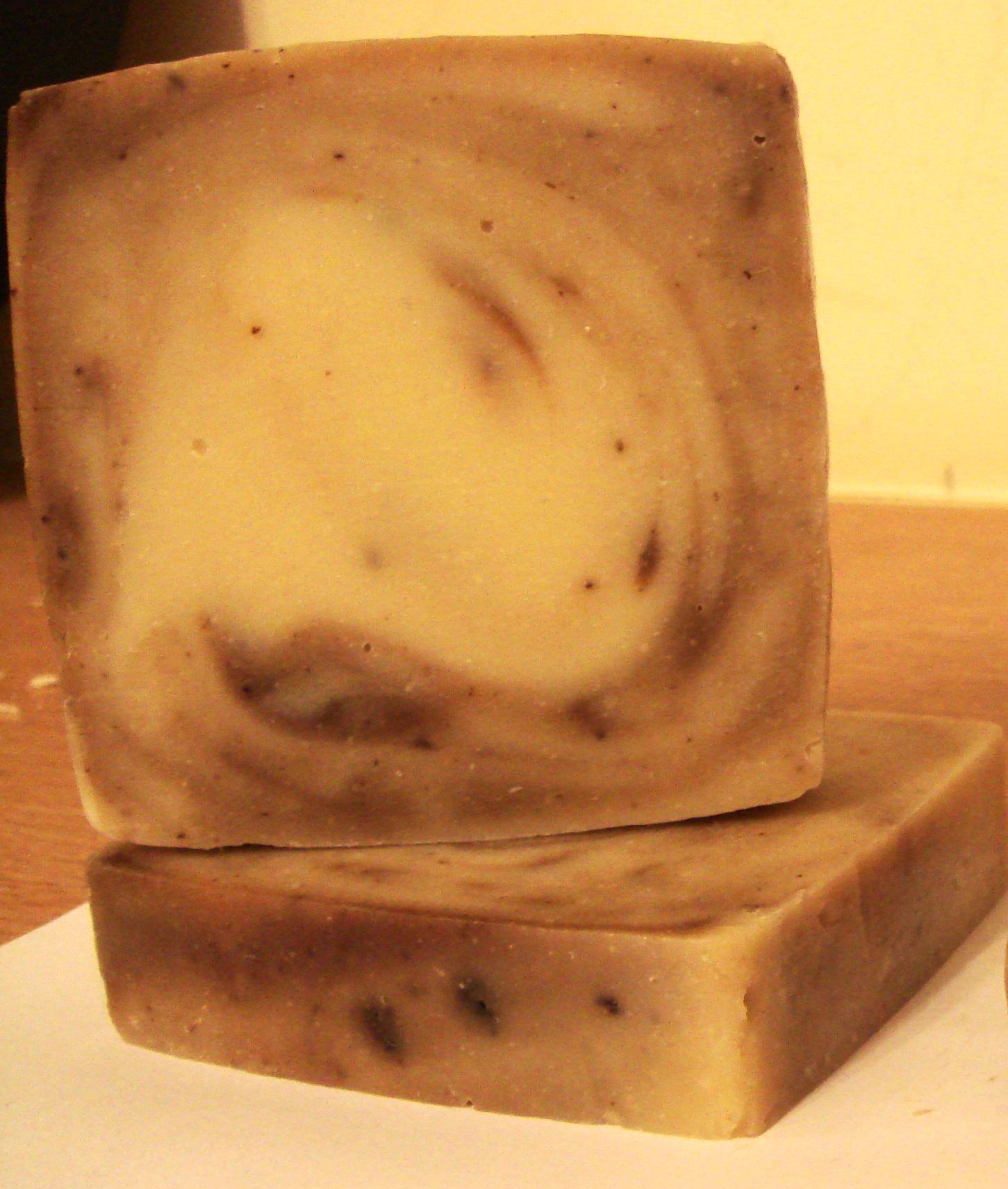
具有優美紋路的手工皂
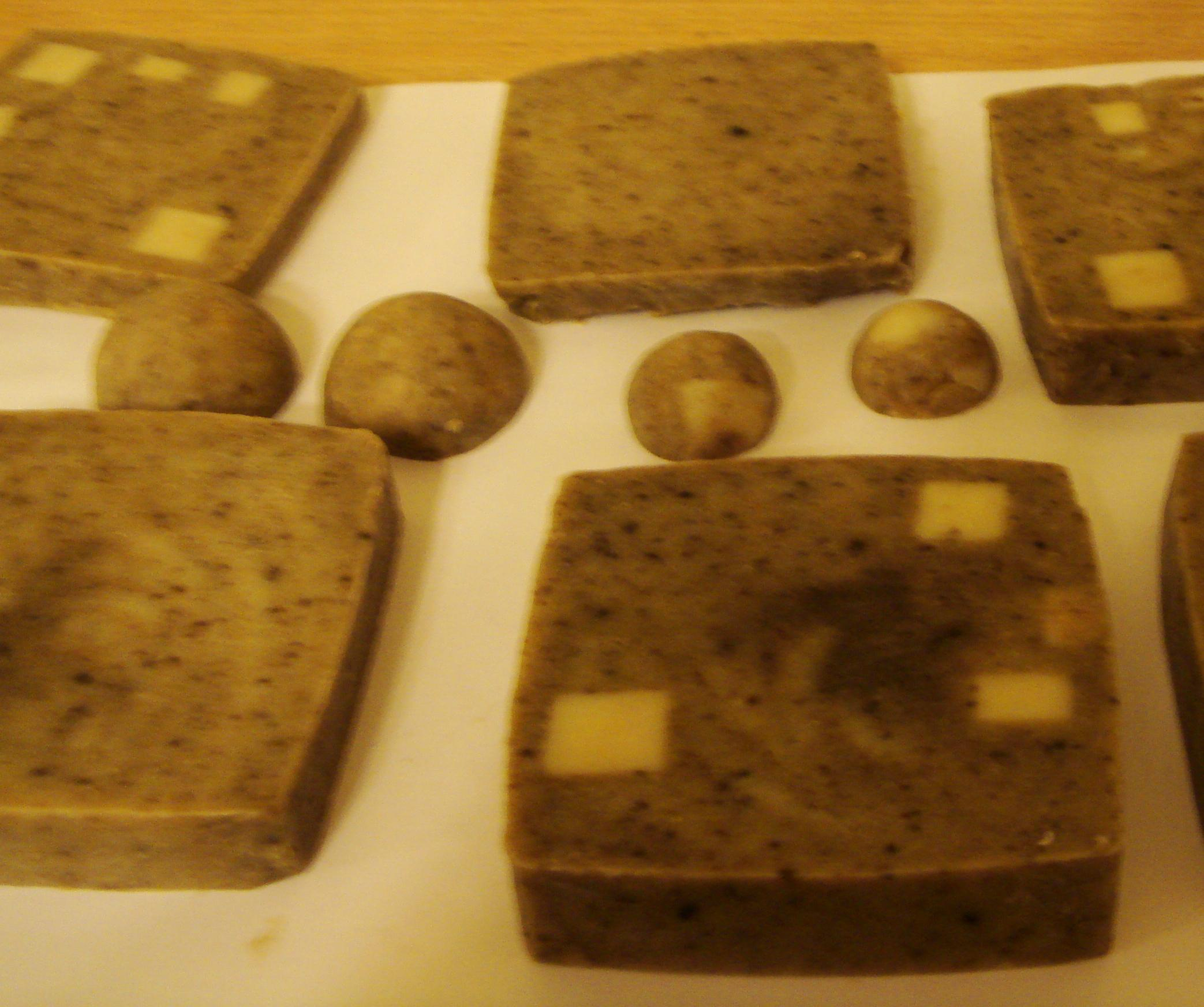
大小、形狀可自由決定

## 製作方法
手工皂的製作有部分步驟牽涉到到強鹼、高溫，部分步驟需將硬油加熱，例如乳油木果脂、棕梠脂、蜂蠟等，具有相當的危險性，請在有經驗的人員指導下並做好防護，並戴上手套再進行操作。

### 冷製
1. 製備鹼液：秤量所需份量的氫氧化鈉，之後將氫氧化鈉溶於所需份量的水中成為鹼液。此步驟中的水可部份或全部以豆漿、牛奶、羊奶取代。由於氫氧化鈉溶解會放熱產生高溫，此步驟須要小心操作，做好口、眼、手的防護措施。
2. 混合油脂：各種油脂做成肥皂後有不同的特性，例如洗淨力、硬度、起泡性，可藉由混和不同的油脂來達到性能的平衡。常用的油脂包括椰子油、橄欖油、棕櫚油、蓖麻油、葵花油等，較特殊的油脂則包括酪梨油、荷荷巴油等。
3. 皂化反應：在特定溫度下將油脂與鹼液混和均勻並攪拌。攪拌可以是人力操作或以電動機具輔助。攪拌必須持續進行。隨著皂化反應的進行，混和物濃稠度會逐漸增加，攪拌到液面出現可維持數秒的液痕的濃稠度(Trace)為止，通常會以攪拌棒可以畫8字形來辨識。
4. 加入添加物：攪拌至濃稠度接近完成時，可以攪拌加入所需的添加物使手工皂具備不同的特性、香味、顏色。
5. 固化：將手工皂濃稠液倒入模具，並保持在適當的溫度。皂化反應將持續進行使其慢慢硬化為固體。在達到適當的硬度後可切割為適當的大小、形狀，再包裝、儲存。
6. 熟成：冷製法手工皂由於製作溫度低、反應產物的甘油未移除，使得其皂化反應較慢、較不完全，即使硬化後仍有相當數量未反應的氫氧化鈉殘留。熟成的步驟是在乾燥、溫暖的儲存環境放置數天到數個月，可使殘留的氫氧化鈉與殘留的油脂或是被空氣中的二氧化碳繼續反應、中和。原則上，手工皂的pH值應在9以下的中性到弱鹼性，才不會對皮膚造成傷害。

## 特性
手工皂的原料多數為天然素材，使用後可自然分解，與合成洗劑比較起來，較不易造成環境負擔。與市面上常見的大量生產肥皂比較起來，手工皂中含有的大量經由皂化反應產生的甘油未被移除。這些甘油是手工皂被認為具有滋潤肌膚效果的主要原因，但部分人士的皮膚或會對手工皂加入的香料產生敏感。至於市面上手工皂業者常宣稱的美白、抗過敏效果，多未經證實或認證。

## 外部連結
- 制作肥皂时所用的油、碱、水的计算方法 （页面存档备份，存于）

```
手工皂配方計算表-手工皂性質分析
 
（
页面存档备份
，存于
）
```